# Hrastovica Vivodinska
Hrastovica Vivodinska je naselje u Republici Hrvatskoj, u sastavu Grada Ozlja, Karlovačka županija. 

## Stanovništvo
Prema popisu stanovništva iz 2001. godine, naselje je imalo 0 stanovnika te obiteljskih kućanstava.
| broj stanovnika | 39    | 39    | 45    | 53    | 49    | 50    | 24    | 36    | 44    | 44    | 26    | 35    | 3     | 5     |       |       |       |
|                 | 1857. | 1869. | 1880. | 1890. | 1900. | 1910. | 1921. | 1931. | 1948. | 1953. | 1961. | 1971. | 1981. | 1991. | 2001. | 2011. | 2021. |